# Albizia perrieri
Albizia perrieri là một loài thực vật có hoa trong họ Đậu. Loài này được (Drake) R.Vig. miêu tả khoa học đầu tiên.